# Pârș roșu
Pârșul roșu (Muscardinus avellanarius), numit și alunar sau pârș de alun, este un mamifer mic și singura specie din genul Muscardinus al familiei Gliridae.

## Habitat și descriere

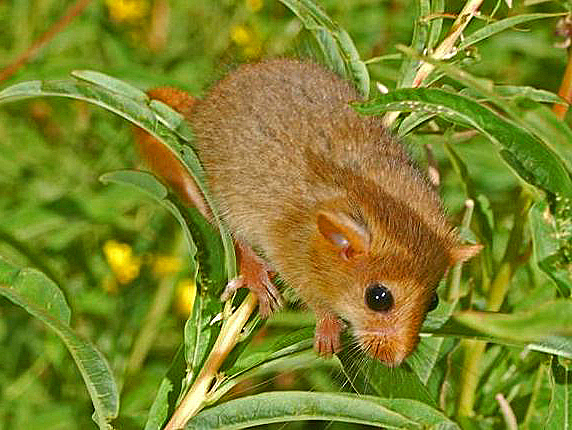
Un alunar pe Epilobium

Pârșul roșu poate atinge lungimea de 10 cm și, împreună cu coada, de 16 cm. Cântărește 17 – 20 g. Greutatea sa sporește până la  30 – 40 g înainte de a intra în hibernare.
Pârșul roșu poate fi întâlnit în cea mai mare parte a Europei și în nordul Asiei Mici. Această specie populează mai ales pădurile de foioase, dar și fâșiile forestiere, gardurile vii și tufărișurile. Arareori se îndepărtează la peste 70 m de cuibul său.

## Mod de viață

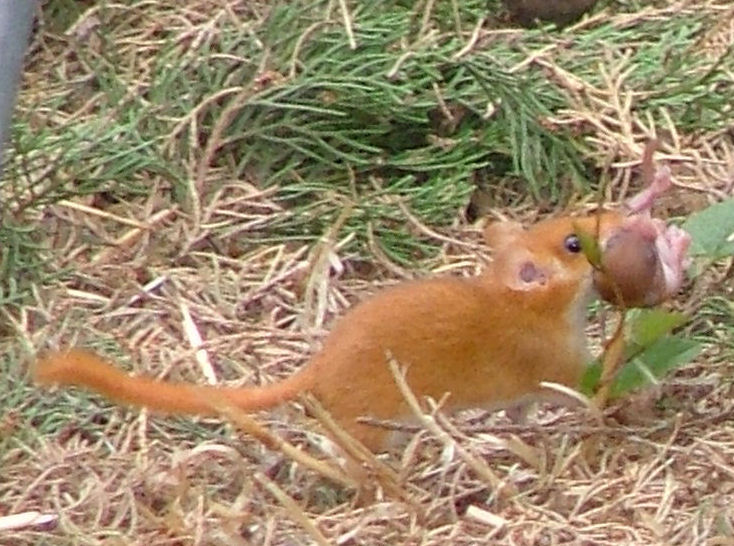
Un alunar mutând un pui nou-născut

Este o ființă nocturnă și își petrece cea mai mare parte din timp în crengile copacilor unde își caută hrana. Obișnuiește mai degrabă să facă ocoluri mari, decât să coboare pe sol și să se expună pericolului. Hibernează din octombrie până în aprilie-mai. 
Hibernarea are loc într-un cuib pe sol construit sub o grămadă de frunze sau de bușteni, unde variațiile de temperatură și umiditate nu sunt foarte mari. Primăvara își împletește un cuib din scoarță de caprifoi, frunze proaspete și ierburi, plasându-l în subarboret. Pe timp rece și umed sau dacă cantitatea de hrană este redusă, poate să cadă în letargie ca să-și păstreze energia. 

## Hrană
Pârșul roșu consumă o gamă largă de hrană provenind din copaci. Mănâncă pomușoare și nuci, precum și alte fructe, alunele fiind hrana principală pentru a aduna grăsime înainte de hibernare. De asemenea mănâncă și fructe de carpen și porumbar dacă alunele sunt puține. O altă sursă de hrană sunt mugurii, dar și florile care îl asigură cu nectar și polen. Aceste animale mănâncă și insecte găsite în copaci, în special afide și omizi.